# Валовой национальный доход
Валовой национальный доход (ВНД) — это совокупная стоимость всех товаров и услуг, произведённых в течение года на территории государства (то есть валовой внутренний продукт, ВВП), плюс доходы, полученные гражданами страны из-за рубежа, минус доходы, вывезенные из страны иностранцами. Один из экономических показателей.
ВНД = ВВП + сальдо первичных доходов
К первичным доходам обычно относится оплата труда, дивиденды и тому подобные доходы, полученные из-за границы или переданные за границу.
В качественном отношении различия между ВВП и ВНД состоят в том, что ВВП представляет собой объём конечных товаров и услуг или вновь созданную стоимость, а ВНД — поток первичных доходов, полученных резидентами данной страны вследствие их участия в создании ВВП данной страны и ВВП других стран.
ВНД страны может быть существенно меньше, чем ВВП, если значительная часть получаемых в стране доходов вывозится из неё иностранными компаниями или гражданами. Наоборот, если граждане данной страны владеют большим количеством собственности за границей или ценных бумаг иностранных компаний или правительств и получают по ним доходы, то ВНД окажется больше, чем ВВП. Однако для большинства стран мира показатели ВВП и ВНД различаются незначительно и зачастую считаются взаимозаменяемыми. Термин «валовой» означает, что из общей рыночной ценности произведённых товаров и услуг не была исключена ценность потреблённого в процессе производства капитала. Если бы это было сделано, то был бы получен не «валовой внутренний продукт», а «чистый национальный продукт», практически равный национальному доходу. На практике, однако, слова «продукт» и «доход» часто употребляются как эквиваленты, поэтому показатель «валовой национальный доход» называется также «валовой национальный продукт».
Валовой национальный доход на душу населения — это ВНД, делённый на среднегодовую численность населения страны. Этот показатель даёт представление о количестве произведённых товаров и услуг, приходящихся в среднем на одного жителя государства, или, иными словами, о том, сколько получил бы каждый житель страны, если бы весь годовой национальный доход был распределён между всеми гражданами страны поровну. ВНД на душу населения также называют «доход на душу населения» или «подушевой доход».
Индекс ВНД на душу населения является одним из базовых в международной статистике. Этот показатель часто понимается как индекс уровня жизни или благосостояния в государстве или регионе, однако он является лишь приблизительной мерой благосостояния населения той или иной страны, так как он не учитывает ряд важных факторов, в частности:
1. Не показывает, насколько равномерно или неравномерно распределяются доходы между гражданами страны (например, в странах с одинаковым ВНД на душу населения может наблюдаться существенная разница, например, в доле среднего класса или в доле малоимущих, так как в реальности большая часть национального дохода может быть сконцентрирована в руках узкой группы населения).
2. Не учитывает ущерб, наносимый производством природным ресурсам и окружающей среде.
3. Не учитывает неоплачиваемую работу, выполняемую в домашнем хозяйстве или на общественных началах, а также всё производство в теневой экономике, которое может достигать весьма значительных объёмов.
4. Придаёт равное значение как полезным, так и вредным для общества продуктам (например, некоторые лекарства, сигареты, оружие и так далее), игнорируя в то же время ценность, которую имеет для человека свободное время или свобода.

В методологии Всемирного банка, который ежегодно рассчитывает показатели национального дохода на душу населения в странах мира, все государства и территории классифицируются тремя категориями[когда?]:
1. С высоким уровнем дохода на душу населения (выше 12615 долларов).
2. Со средним уровнем дохода на душу населения (от 1036 до 12615 долларов).
3. С низким уровнем дохода на душу населения (до 1036 долларов).

ВНД за вычетом потребления основного капитала (амортизации), превращается в чистый национальный доход (ЧНД). С теоретической точки зрения ЧНД является более совершенным показателем, так как амортизация, по существу, лишь компенсирует убыль основного капитала, созданного в предыдущие периоды, а не создаёт новую стоимость. Таким образом, вычет амортизации очищает ВНД от двойного счета, но расчёт амортизации затруднителен. Если же из ВНД помимо потребления основного капитала вычесть ещё и косвенные налоги[уточнить], то получится национальный доход (НД). НД ещё совершеннее, чем ВНД и ЧНД, так как он избавлен от искажения цен в результате государственного вмешательства.